# مشعل الهندال
مشعل سلطان الهندال هو لاعب كاراتيه كويتي (ولد في 27 يناير 1985). يعتبر من أبطال قارة آسيا، وبطل الخليج، وبطل العرب للكاراتيه، ويعد كلاعب للمنتخب الكويتي، ونادي الشباب للكاراتيه.
- الطول:173.
- الوزن:70.

## معلومات عن اللاعب
- انضم إلى لعبة الكاراتيه عام 1996 حبا في لعبة الكاراتيه.
- سبب اختياه لنادي الشباب سماعه أنه ناديٍ ممتاز.
- أبرز الإنجازات ذهبيتين بطولة العالم للأندية، وذهبية آسيا[بحاجة لمصدر].
- أفضل الانجازات:ذهبية العالم للاندية.